# Hierocrypt-3
Hierocrypt-3 - симетричний блочний криптоалгоритм, створеним компанією Toshiba в 2000 році. Шифр був учасником конкурсу NESSIE, але не потрапив до числа рекомендованих. Алгоритм є одним з рекомендованих CRYPTREC для застосування в державних установах Японії. 
Шифр Hierocrypt-3 є розвитком алгоритму Hierocrypt-L1, але має параметри, ідентичні учасникам AES - розмір блоку 128 біт і довжину ключа від 128 до 256 біт. Число раундів у Hierocrypt-3 - 6.5, 7.5 або 8.5 залежно від довжини ключа. 
Алгоритм має структуру підстановочно-перестановочної мережі. Кожен раунд являє собою паралельне застосування трансформації, званої X[S-box|S-BOX]], за якою слідує лінійна операція дифузії. Фінальний півранд замінює дифузію простим забілюванням. XS-BOX, використовувана обома алгоритмами - це підстановочно-перестановочна мережа, яка складається з операції додавання по модулю 2 з підключем, запитом до таблиці підстановки (S-BOX), лінійної дифузії, вторинного складання з підключем і вторинного запиту до таблиці підстановки. Операція дифузії використовує дві MDS матриці, тут застосована проста таблиця заміни розміром 8x8 біт. Ключовий розклад застосовує двійкові розширення квадратного кореня деяких невеликих цілих чисел - констант, обраних авторами.

## Безпека
Немає інформації про будь-який аналіз повної редакції шифру, але деякі уразливості були знайдені в ключовому розкладі Hierocrypt, лінійні залежності між головним ключем і підключами. Також є інформація про успішний інтегральний криптоаналіз спрощених редакцій Hierocrypt c невеликим числом раундів. Атаки, більш ефективні ніж повний перебір, були знайдені для 3.5 раундів шифру. 